# مايك باتريك
مايك باتريك (بالإنجليزية: Mike Patrick)‏ هو لاعب كرة قدم أمريكية أمريكي، ولد في 6 سبتمبر 1952 في أوستن في الولايات المتحدة، وتوفي في 27 أبريل 2008 في بيلوكسي في الولايات المتحدة.

## وصلات خارجية
- مايك باتريك على موقع مرجع كرة القدم المحترفة.كوم (الإنجليزية)